# Tephrosia mariana
Tephrosia mariana är en ärtväxtart som beskrevs av Dc.. Tephrosia mariana ingår i släktet Tephrosia och familjen ärtväxter. Inga underarter finns listade i Catalogue of Life.